# 米德蘭 (阿肯色州)
米德蘭（英語：Midland）是一個位於美國阿肯色州錫巴斯琴縣的城鎮。

## 地理
米德蘭的座標為35°05′33″N 94°21′12″W / 35.09250°N 94.35333°W，而該地的平均海拔高度為166米（即545英尺）。

## 人口
根據2020年美國人口普查的數據，米德蘭的面積為0.91平方千米，當中陸地面積為0.90平方千米，而水域面積為0.01平方千米。當地共有人口227人，而人口密度為每平方千米249人。